# SAP Crystal Dashboard Design
SAP Crystal Dashboard Design ist ein kommerzieller Editor zur Erstellung von Flash-basierten Dashboards. Die Anwendung soll Entwicklern und Anwendern die Erstellung von aussagekräftigen Dashboards, zur Auswertung verschiedenster Unternehmenskennzahlen, erleichtern. Es wird momentan von der SAP SE vertrieben.

## Geschichte
Xcelsius (damaliger Name) wurde am 10. Juli 2003 von Infommersion veröffentlicht. Infommersion wurde im Jahr 2005 von Business Objects aufgekauft und von da an durch Business Objects weiterentwickelt und vertrieben.

Am 1. Juli 2008 wurde die Business Objects Deutschland GmbH offiziell zu einem Teil von SAP.

## Namensänderungen
Das Editor wurde mehrfach umbenannt und ist daher unter mehreren Bezeichnungen bekannt:
- Xcelsius Engage
- Xcelsius 2008
- SAP Crystal Dashboard Design

Der Name Xcelsius Engage wurde von den ursprünglichen Entwicklern gewählt. Nach dem Verkauf der Software an die Firma Business Objects wurde Xcelsius Engage in Xcelsius 2008 umbenannt. Als SAP Business Objects übernahm, wurde die Bezeichnung in SAP Crystal Dashboard Design geändert. Dabei wird die neuste Version der Software immer noch als Xcelsius 2008 und teilweise sogar noch als Xcelsius Engage betitelt.

## Funktionsweise
Grundsätzlich kann man SAP Crystal Dashboard Design einen WYSIWYG-Editor für Flash-basierte Dashboards nennen. Es können verschiedenste Elemente (Diagramme, Steuerelemente, Eingabefelder usw.) in den Arbeitsbereich gezogen und anschließend bearbeitet werden. Wenn die Elemente mit Daten versorgt werden sollen, müssen sie mit Zellen einer eingebetteten Excel-Datei verknüpft werden.

## Datenquellen
- Query as a Web Service (QaaWS)
- Webservice
- XML-Daten
- Flash-Variablen
- Portaldaten
- Crystal Reports-Daten-Consumer
- LiveCycle Data Services

## Export eines Dashboards
Ein erstelltes Dashboard wird grundsätzlich im Adobe-Flash-Format exportiert. Diese Datei kann optional in PDF, Microsoft Word, Microsoft Excel, Microsoft PowerPoint oder HTML eingebettet werden.